# Waldron, Arkansas
Waldron är administrativ huvudort i Scott County i Arkansas. Waldron hade 3 618 invånare enligt 2010 års folkräkning.